# يو إف سي على إيه بي سي: روزينسترويك ضد ألميدا
يو إف سي على أيه بي سي: روزينسترويك ضد ألميدا (بالإنجليزية: UFC on ABC: Rozenstruik vs. Almeida)‏ هو حدث لفنون القتال المختلطة نظمته يو إف سي، أُقيم في 13 مايو 2023، على سبيكترم سنتر في شارلوت، كارولاينا الشمالية، الولايات المتحدة.